# Салим аль-Хазми
Салим Мухаммед Салим аль-Хазми (араб. سالم الحازمي‎; 2 февраля 1981, Мекка, Саудовская Аравия — 11 сентября 2001, Арлингтон, Вирджиния, США) — террорист-смертник и авиаугонщик саудовского происхождения, связанный с Аль-Каидой. Один из 19 исполнителей терактов 11 сентября 2001 года. Один из пятерых угонщиков, захвативших самолёт Boeing 757-223 рейса American Airlines 77, врезавшийся в здание Пентагона.

## Биография

### Ранние годы

Салим аль-Хазми

Салим Мухаммед Салим аль-Хазми родился 2 февраля 1981 года в городе Мекка (Саудовская Аравия) в семье бакалейщика. Отец описывал своего сына, как трудного подростка, имевшего проблемы с алкоголем и воровством. Есть информация, что на родине у Хазми была незначительная судимость за кражу. Тем не менее, за 3 месяца, прежде чем оставить семью, он перестал пить и стал посещать мечеть. Старший брат Салима Наваф аль-Хазми впоследствии также принял участие в терактах 11 сентября.
В конце 1990-х годов Салим аль-Хазми отправился в Афганистан вместе со старшим братом Навафом и его другом детства Халидом аль-Михдаром, где они воевали против Северного Альянса на стороне Талибана. Есть также информация, что братья аль-Хазми воевали в Чечне. В лагерях Аль-Каиды Наваф аль-Хазми и Халид аль-Михдар за свой боевой опыт уже были известны, как опытные и уважаемые джихадисты. Есть информация, что именно Наваф попросил Усаму бен Ладена разрешить Салиму участвовать в терактах 11 сентября. Салим аль-Хазми был уже ветераном Аль-Каиды к тому времени, когда был отобран для участия в атаках. В период подготовки к терактам взял себе имя Билал.
По словам координатора терактов 11 сентября Халида Шейха Мохаммеда, Салим аль-Хазми был в числе угонщиков, которые работали в службе безопасности в аэропорту Кандагара. Мохаммед лично убеждал бен Ладена использовать эту группу в терактах.
В конце 1999 года саудовская разведка проинформировала ЦРУ во время встречи в Эр-Рияде о причастности Халида аль-Михдара и Навафа аль-Хазми к Аль-Каиде. Ранее оба также рассматривались, как возможные соучастники взрывов посольств США в восточной Африке в 1998 году, поскольку их участник Мухаммед аль-Охали после ареста дал ФБР телефонный номер тестя Михдара Ахмада аль-Хады. Агентство национальной безопасности проифнормировало ЦРУ о предстоящем саммите в Малайзии, в котором, судя по отслеженным сообщениям аль-Хады, должны были участвовать аль-Михдар и братья аль-Хазми. Несмотря на то, что американская разведка узнала о связях Салима аль-Хазми с Аль-Каидой ещё в 1999 году, он так и не был включён ни в какие списки наблюдения.
Салим аль-Хазми мог присутствовать на саммите Аль-Каиды в столице Малайзии Куала-Лумпур, происходившем в начале января 2000 года. В данном саммите участвовали его старший брат Наваф аль-Хазми и Халид аль-Михдар. Также там, предположительно, находился член «гамбургской ячейки» Рамзи бин аль-Шибх (он же предполагаемый «двадцатый угонщик», который впоследствии не смог принять участие в атаках). Во время данного саммита, предположительно, были согласованы многие ключевые детали терактов 11 сентября.
В ноябре 2000 года Хазми отправился из Саудовской Аравии в Бейрут (Ливан). Ахмед аль-Гамди, Ахмед аль-Нами и братья Ваиль и Валид аш-Шехри в том же месяце также вылетали в Бейрут, но другими рейсами.

### США
По данным ФБР и Комиссии 9/11, Салим аль-Хазми прибыл в США 29 июня 2001 года вместе с Абдулазизом аль-Омари рейсом из Дубая в Нью-Йорк. Скорее всего, обоих подобрал старший брат Салима Наваф аль-Хазми. Оба переехали жить в Уэст-Патерсон (штат Нью-Джерси) к Хени Хенджору, Маджеду Мокиду, Навафу аль-Хазми и Ахмеду аль-Гамди.
Хазми воспользовался программой выдачи виз Visa Express (закрыта в 2002 году), чтобы въехать в страну. Хотя есть информация, что ещё до официальной даты его прибытия в Соединённые Штаты, Хазми проживал в Сан-Антонио (штат Техас) вместе с Сатамом ас-Суками, поскольку по меньшей мере 5 человек, проживавших в жилом комплексе «Spanish Trace Apartments» в Сан-Антонио, опознали Хазми и Суками по фотографиям.
В июле 2001 года Салим аль-Хазми, также как и шестеро других угонщиков (Мухаммед Атта, Абдулазиз аль-Омари, Ахмед аль-Гамди, Халид аль-Михдар, Маджед Мокид и Наваф аль-Хазми), приобрёл удостоверение личности в туристическом агентстве Apollo Travel в Уэст-Патерсоне. Все кроме Атты, получившего удостоверение штата Флорида, получили удостоверение Нью-Джерси.
27 августа братья аль-Хазми приобрели авиабилеты через онлайн-турагентство Travelocity, используя карту Visa Навафа. В начале сентября Салим аль-Хазми, также как и другие угонщики рейса 77, посещал спортзал Gold's Gym в Гринбелте (штат Мэрилэнд) по абонементу, купленному за 10 долларов. Один из братьев аль-Хазми всегда был в компании с Михдаром, Мокидом и Хенджором, которые заплатили за абонементы по 30 долларов и посещали зал со 2 по 6 сентября.

### Теракты

Братья Наваф (в синей рубашке) и Салим аль-Хазми в аэропорту имени Даллеса

Утром 11 сентября 2001 года в 07:29 братья аль-Хазми прошли регистрацию на стойке в международном аэропорту имени Даллеса (в районе Вашингтона, штат Вирджиния). При проходе через зону досмотра оба вызвали срабатывание металлодетектора. Сотрудник службы авиационной безопасности так и не смог выяснить, что стало причиной срабатывания. По тогдашним правилам Федерального управления гражданской авиации пронос в ручной клади универсальных ножей с лезвием до 4 дюймов был разрешён. Досмотр проводила фирма «Argenbright Security», работавшая по контракту с авиакомпанией United Airlines.
Ручная кладь всех угонщиков была подвергнута дополнительному досмотру. Братья аль-Хазми вызвали подозрения у агента на стойке регистрации из-за того, что они не могли предоставить достаточное количество документов, удостоверяющих личность, вследствие чего их пришлось досмотреть. Багаж Салима был оставлен в аэропорту до тех пор, пока он не прошёл на борт самолёта. Салим аль-Хазми при посадке в самолёт занял место 5F в бизнес-классе рядом со своим братом Навафом, севшим на место 5E.
Рейс American Airlines 77 вылетел в 08:20 с 10-минутной задержкой, направившись в Лос-Анджелес. Комиссия 9/11 считает, что захват самолёта произошёл между 08:51 и 08:54. В отличие от рейсов AA11, UA175 и UA93, сообщений о ранениях кого-либо не поступало. Скорее всего, террористы согнали всех пассажиров и членов экипажа в хвостовую часть самолёта, позволив Хени Хенджору взять на себя управление. Согласно звонкам заложников, у захватчиков с собой были ножи и ножницы. Последняя радиосвязь рейса 77 с авиадиспетчерами была в 08:50, а в 08:54 лайнер стал отклоняться от курса.
В 09:37:46 рейс AA77 (под управлением Хени Хенджора) на скорости около 530 миль в час (850 км/ч) врезался в западный фасад здания Пентагона. Удар произошёл на уровне 1 этажа. В 10:10 верхние этажи здания обрушились. Помимо 64 человек на борту самолёта (в том числе 5 террористов) погибли ещё 125 человек в самом здании, 106 человек пострадали. Останки Салима аль-Хазми, также как и других угонщиков, были отделены от других погибших методом исключения и переданы ФБР в качестве вещественных доказательств. При анализе останков судебно-медицинская экспертиза подтвердила, что двое угонщиков, судя по сходству ДНК, были братьями. Салим аль-Хазми является самым младшим из всех исполнителей терактов 11 сентября, на момент смерти ему было 20 лет и 7 месяцев.

## Ошибочная идентификация
Изначально Салим аль-Хазми был идентифицирован, как 26-летний гражданин Саудовской Аравии и работник нефтехимического завода в городе Янбу с таким же именем. Вскоре после терактов некоторые источники сообщали, что данный человек жив. Во время терактов он только вернулся на работу из отпуска. Салим аль-Хазми утверждал, что никогда не был в США и не покидал Саудовскую Аравию последние 2 года. Он также заявил, что его паспорт был украден в Каире за 3 года до этого, а фотографии и дата рождения угонщика по имени Салим аль-Хазми, опубликованные ФБР, принадлежат ему. Хазми выразил готовность добровольно прилететь в Соединённые Штаты, чтобы доказать свою невиновность.
19 сентября 2001 года арабская газета «Asharq Al-Awsat» опубликовала его фотографию и фотографию Бадра аль-Хазми, который, по их утверждению, украл документы Салима аль-Хазми.
20 сентября представители ФБР и посольства Саудовской Аравии в Вашингтоне заявили, что некоторые террористы использовали поддельные документы. 22 сентября ФБР также признало, что процесс идентификации угонщиков осложнён тем, что многие арабские имена похожи.
Позже немецкая газета «Der Spiegel», проводившая расследование заявлений BBC о «живых» угонщиках, обнаружила, что это были случаи ошибочной идентификации.
В 2002 году официальные лица Саудовской Аравии заявили, что имена террористов были указаны верно, и что 15 из 19 угонщиков действительно были гражданами Саудовской Аравии.
В 2006 году в ответ на теории заговора о терактах 11 сентября, возникшие вокруг первоначальной статьи о «живых» террористах, BBC заявила, что путаница возникла из-за распространённых арабских имён, и что более поздние репортажи об угонщиках самолётов заменили первоначальные.